# Dordschiin Garmaa
Dordschiin Garmaa (mongolisch Доржийн Гармаа; * 27. September 1937 in Töv; † 21. Dezember 2016) war ein mongolischer Schriftsteller.

## Leben
Er studierte zunächst Finanzwirtschaft in der mongolischen Hauptstadt Ulaanbaatar. Daran schloss sich später ein Studium der Literaturwissenschaften in der Sowjetunion in Moskau an.
Er verfasste Erzählungen, darunter auch Geschichten für Kinder. Darüber hinaus betätigte er sich als Romanautor.

## Werke
- Chögdshööntei tuudshuud (deutsch etwa: Lustige Geschichten), Erzählungen für Kinder, 1969
- Onongijn tawilan (deutsch etwa: Das Schicksal des Onon), Erzählungen, 1972
- Zagaan bulag (deutsch etwa: Die Weiße Quelle), Roman, 1972